# Biblioteka Główna Politechniki Warszawskiej

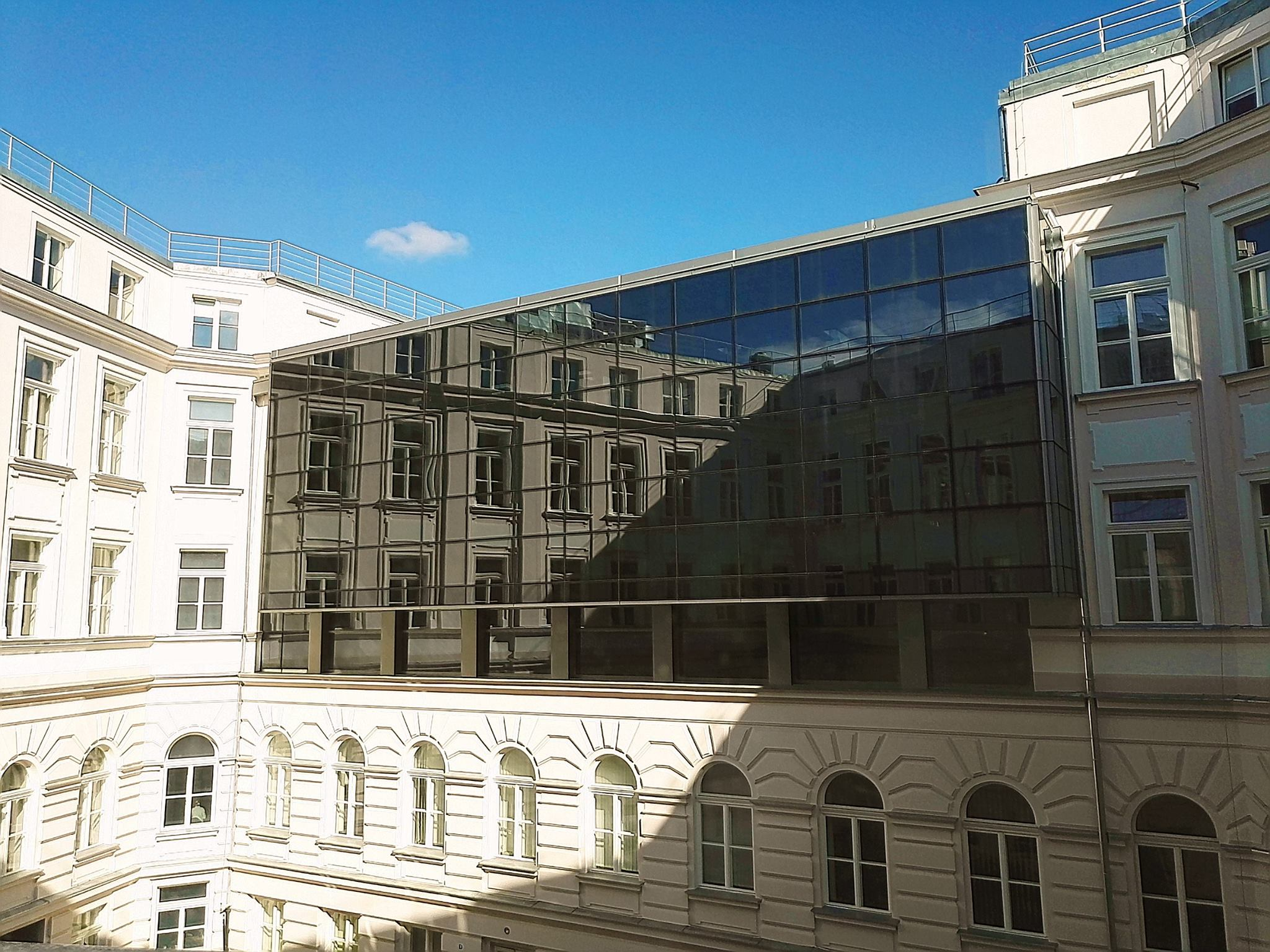
Biblioteka Główna Politechniki Warszawskiej – Wolny Dostęp (nadbudowa Gmachu Głównego PW)

Biblioteka Główna Politechniki Warszawskiej – ogólnouczelniana jednostka organizacyjna Politechniki Warszawskiej, która wraz z filiami, bibliotekami wydziałowymi, instytutowymi, zakładowymi tworzy System Biblioteczno-Informacyjny Politechniki Warszawskiej (SBI PW). Zadaniem SBI PW jest wspieranie działalności edukacyjnej, dydaktycznej i badawczej uczelni poprzez świadczenie usług dla społeczności akademickiej.
Biblioteka ma siedzibę w Gmachu Głównym przy placu Politechniki 1.

## Struktura organizacyjna
- Biblioteka Główna Politechniki Warszawskiej
- Biblioteka Terenu Południowego
- Biblioteka Wydziału Chemicznego
- Biblioteka Filii Politechniki Warszawskiej w Płocku

## Budynek
Biblioteka Główna Politechniki Warszawskiej mieści w Gmachu Głównym PW przy Placu Politechniki 1. Znaczną część powierzchni biblioteki stanowi nadbudowa (otwarta w sierpniu 1999 roku), w której w chwili obecnej mieszczą się pomieszczenia Wolnego Dostępu. Projektanci nadbudowy Biblioteki Głównej PW – Hanna Gutkiewicz-Czajkowska i Sławomir Czajkowski – uzyskali nominacje do nagrody głównej w kategorii budynków użyteczności publicznej w konkursie na najlepsze realizacje architektoniczne Warszawy 1998–1999.
Łączna powierzchnia BG wraz z filiami i bibliotekami domów studenckich to 5808 m².

## Historia
Dzieje Biblioteki Głównej PW nierozerwalnie wiążą się z historia uczelni. W 1824 roku Józef Kalasanty Szaniawski (dyrektor generalny wychowania publicznego w Ministerstwie Wyznań Religijnych i Oświecenia Publicznego) wystąpił z pierwszym w historii Polski projektem utworzenia wyższej szkoły technicznej, tj. Instytutu Politechnicznego. Dwa lata później nastąpiło uroczyste otwarcie w Pałacu Kazimierzowskim Szkoły Przygotowawczej do Instytutu Politechnicznego. Już w początkowych projektach Instytutu rozumiano konieczność stworzenia biblioteki będącej baza dydaktyczną. Dozorem nowo utworzonej biblioteki zajął się Dionizy Lanckoroński. Biblioteka posiadała najnowsze dzieła w językach europejskich oraz pisma periodyczne.
W ramach represji po powstaniu listopadowym szkołę zamknięto 19 listopada 1831 roku. Zbiory oddano pod dozór dyrektora Biblioteki Publicznej, następnie przejęło je Gimnazjum Realne, a zbiory techniczne dotyczące rolnictwa Marymoncki Instytut Agronomiczny.
We wrześniu 1898 roku otwarto ponownie Warszawski Instytut Politechniczny im. cara Mikołaja II, a rok później bibliotekę, która zajmowała kilka pomieszczeń na parterze Gmachu Głównego. Początkowo podstawą gromadzenia zbiorów w ponownie powstającej bibliotece były dary zarówno od społeczności polskiej, jak i rosyjskiej. Gromadzono książki, czasopisma, broszury, atlasy, mapy, rękopisy, litorgrafie głównie w języku rosyjskim. W 1913 roku biblioteka liczyła blisko 51 tys. woluminów i posiadała kilka katalogów (alfabetyczny, rzeczowy). Wybuch I wojny światowej kończy ten etap z dziejów biblioteki Warszawskiego Instytutu Politechnicznego.
W listopadzie 1915 roku zainaugurowano rok akademicki na pierwszej polskiej uczelni politechnicznej z polskim językiem wykładowym i polskimi profesorami – Politechnice Warszawskiej. Biblioteka Główna rozpoczęła działanie dopiero w 1918 r. Opóźnienie to wynikało z konieczności uporządkowania zbiorów, które nie zostały wywiezione do Rosji. Stan zbiorów w 1938 roku wynosił ok. 74 tys. tomów.
W październiku 1939 Gmach Główny PW zajęły wojska niemieckie. Zabroniono prowadzenia działalności naukowej i dydaktycznej na uczelniach wyższych w Warszawie. Podczas powstania warszawskiego na terenie Gmachu Głównego toczyły się walki, w wyniku których gmach uległ zniszczeniu, a wraz z nim niemal wszystkie zbiory biblioteczne. Po zakończeniu II wojny światowej w 1945 roku wznowiono działalność Politechniki Warszawskiej, a wraz z nią Biblioteki Głównej. Rozpoczął się stopniowy proces odbudowywania utraconych dóbr i zbiorów.

## Zbiory
W zbiorach BG PW można znaleźć różnego rodzaju dokumenty takie jak: książki, czasopisma, normy, fotografie, mapy itp. Biblioteka Główna PW gromadzi piśmiennictwo związane tematycznie z profilem Politechniki Warszawskiej. Są to głównie publikacje z zakresu nauk podstawowych, technicznych, a także nauk ekonomicznych i społecznych. Biblioteka posiada zbiory zarówno w formie drukowanej (ponad 1 000 000 egzemplarzy), jak i elektronicznej (ponad 180 000 tytułów). Część zasobów biblioteki jest dostępna tylko na miejscu.
W BG PW gromadzona jest głównie literatura najnowsza odzwierciedlająca aktualny stan nauki i techniki na świecie, jest to zasób wielojęzyczny, chociaż przeważają publikacje w języki polskim i angielskim. Ok 50% zbiorów to książki naukowe, pozostała część to podręczniki i skrypty.
W zasobach BG PW znajduje się także księgozbiór historyczny obejmujący stare druki (dokumenty wydane do 1800 r., polskie wydawnictwa książkowe do 1945 r., wydawnictwa obce do 1900 r., czasopisma polskie do 1950 r., zbiory kartograficzne i fotograficzne). Obejmuje on ok. 9 tys. jednostek.
Na uwagę zasługuje także kolekcja Ikonografii licząca ok. 35 tys. fotografii. Zasób pochodzi w dużej mierze ze zbioru Pracowni Ikonograficznej Instytutu Urbanistyki i Architektury tworzonego od końca lat 40. do połowy lat 70. ubiegłego wieku. Zbiór zawiera fotografie lotnicze układów urbanistycznych i zespołów zabytkowych, fotografie polskiej architektury zabytkowej i współczesnej, dokumentację fotograficzną konkursów architektonicznych i urbanistycznych.

## Dyrektorzy Biblioteki
1955–1957 – Donat Kotwicz
1958–1971 – Stefan Gniazdowski
1971–1993 – Edward Domański
1993–2003 – Elżbieta Dudzińska
2003–2016 – Jolanta Stępniak
2016 – obecnie Alicja Portacha

## Biblioteka Cyfrowa Politechniki Warszawskiej
Biblioteka Cyfrowa PW gromadzi i udostępnia dzieła o znaczeniu historycznym dla rozwoju myśli naukowej i technicznej w Polsce i w świecie oraz istotne przykłady zastosowań techniki, dorobek pracowników i studentów uczelni od jej początków, źródła do jej dziejów, a także podręczniki, skrypty, dokumenty związane z działaniem PW, oraz varsaviana i zdigitalizowane fotografie ze zbiorów BG PW.
Stan kolekcji to ponad 21 700 publikacji. Zasoby BC PW, dzięki protokołowi OAI-PMH, a także stosowanemu standardowi metadanych Dublin Core są widoczne w Federacji Bibliotek Cyfrowych, repozytoriach ROAR i DOAR.

## Baza Wiedzy PW
Biblioteka Główna PW jest odpowiedzialna za merytoryczną koordynację danych bibliograficznych znajdujących się w Bazie Wiedzy PW.
Baza Wiedzy PW jest systemem archiwizującym i prezentującym publikacje oraz osiągnięcia zawodowe pracowników Politechniki Warszawskiej oraz aktywność jej studentów. Za jej pośrednictwem możliwe jest przekazywanie do systemów zewnętrznych (Polska Bibliografia Naukowa oraz Pol-on), danych niezbędnych w procesie parametryzacji jednostek naukowych. Baza wykorzystywana jest również w celu raportowania dorobku naukowego pracowników, obrazowania ich profili naukowych, a także prezentacji poszczególnych jednostek uczelni. Integralną część systemu stanowi repozytorium, które gromadzi informacje o dorobku naukowym pracowników PW oraz archiwizuje w wersji cyfrowej pełne teksty materiałów dokumentujących prowadzone prace, w tym: monografie, artykuły z czasopism, rozdziały z książek i raporty, patenty, projekty, dzieła architektoniczne, materiały konferencyjne, a także teksty utworów stanowiących podstawę do nadawania stopni i tytułów naukowych. System działa na oprogramowaniu OMEGA-PSIR, opracowanym w ramach projektu SYNAT przez Instytut Informatyki WEiTI PW.

## Działalność promocyjno-kulturalna
W ramach działalności promocyjno-kulturalnej BG PW może pochwalić się organizacją różnego rodzaju spotkań, warsztatów, wystaw. Wśród licznych konferencji można wymienić seminaria PolBiT (Polskich Bibliotek Technicznych) oraz organizowane cyklicznie spotkania w ramach Open Access Week. Biblioteka Główna zrealizowała także szereg wystaw o różnorodnej tematyce. Większość z nich jest dostępna w formie cyfrowej w Bibliotece Cyfrowej BG PW. Na swoim koncie biblioteka ma także ciekawe publikacje książkowe takie jak „Architektura międzywojenna na fotografii” czy „Architektura Warszawy 1945-1965 na fotografii. Obiekty twórców związanych z Politechniką Warszawską”.

## Działalność dydaktyczna
Biblioteka Główna Politechniki Warszawskiej prowadzi rozwiniętą działalność dydaktyczną. Oferta usług w zakresie edukacji informacyjnej obejmuje: zajęcia ogólne z tzw. przysposobienia bibliotecznego dla studentów I roku (studiów I i II stopnia) oraz zajęcia zaawansowane realizowane jako przedmiot obowiązkowy, obieralny lub będący wsparciem seminarium dyplomowego. Oprócz tego BG PW realizuje także szereg szkoleń tematycznych dla danych grup użytkowników np. pracowników Politechniki, studentów, bibliotekarzy. Zajęcia prowadzane są w formie tradycyjnych wykładów i warsztatów, e-learningu lub stosowana jest forma mieszana tzw. blended learning. W zależności od grona odbiorów, w ramach zajęć poruszane są następujące tematy: wyszukiwanie informacji w źródłach krajowych i zagranicznych, informacja patentowa, prawo własności intelektualnej, narzędzia do gromadzenia literatury, przypisy i bibliografia załącznikowa, bibliologia.
Aktualna oferta szkoleń znajduje się na stronie biblioteki.

## Usługi
- wypożyczanie książek zgodnie z regulaminem BG PW
- udostępnianie zbiorów w czytelniach
- zdalny dostęp do zasobów elektronicznych dla pracowników i studentów PW za pomocą systemu HAN
- wypożyczenia międzybiblioteczne
- analizy bibliometryczne
- szkolenia użytkowników
- sala z dostępem do Internetu
- samoobsługowe: kserowanie, drukowanie i skanowanie
- praktyki, staże, wycieczki po bibliotece